# Айяппа

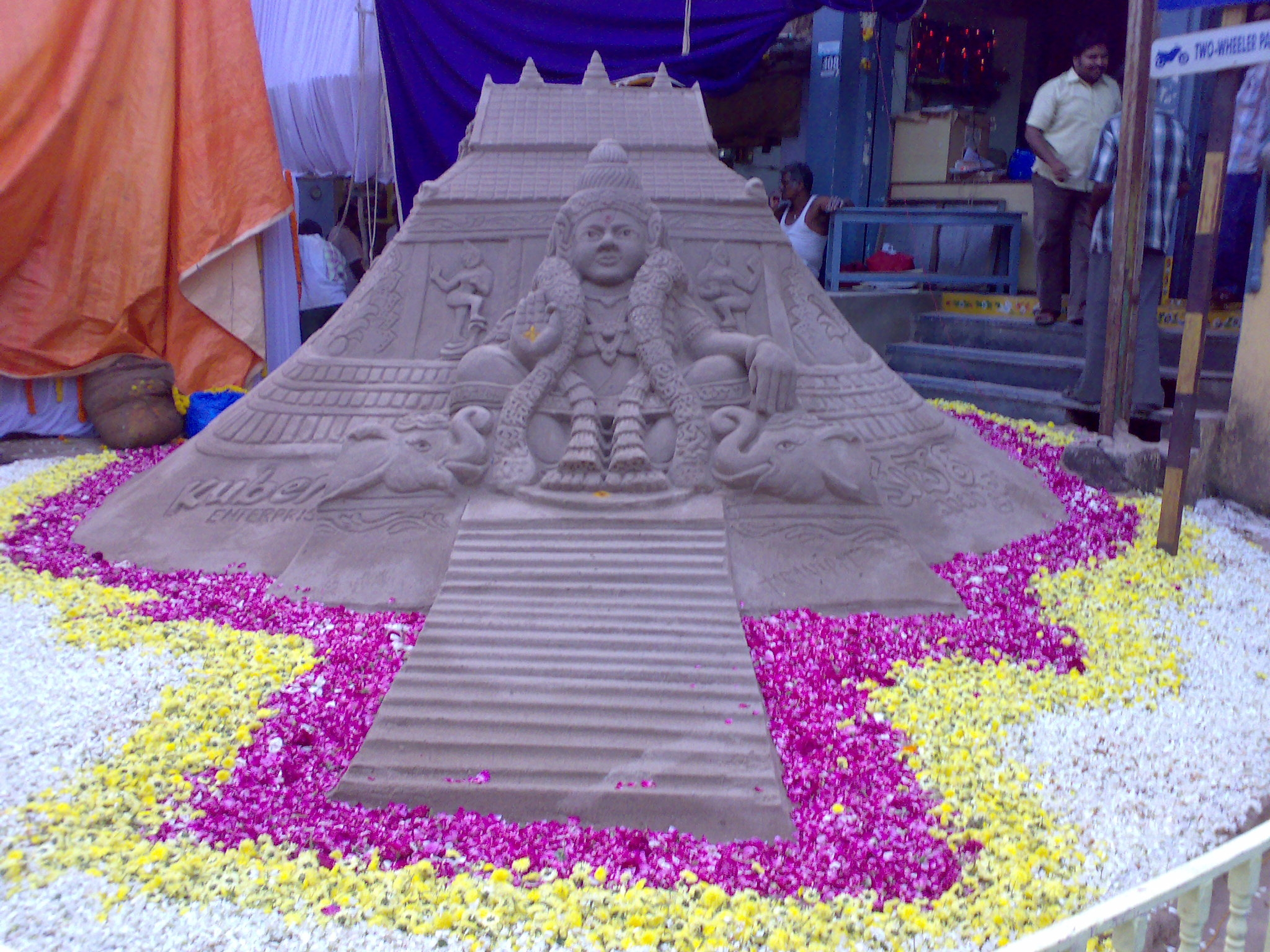
Изображение Айяппы из песка

Айяппа (санскр. अय्यप्पा, IAST: Ayyappā) — индуистское локальное божество, сын бога Шивы от принявшего женское обличье бога Вишну. Согласно пураническим легендам, Вишну принял вид женского существа Мохини, к которому и воспылал страстью Шива. Был воспитан людьми, прославился как искусный охотник, укротитель диких зверей и победитель злых демонов.
Айяппа для своих почитателей предстаёт как универсальное божество (Параматма), символизирующее единство и гармонию. Также он известен под именами Харихаран, Айянар и Маниканта; последнее имя ему дал, согласно легенде, царь Кералы, воспитавший его. Изображается, как правило, юношей, сидящим в позе йога и с драгоценным камнем на шее. Согласно легендам, принял обет безбрачия. Согласно некоторым толкованиям Амара-коши, Айяппа может считаться Буддой.
Культ Айяппы распространён в первую очередь на юге страны, в штате Керала. В XX веке число почитающих это божество значительно увеличилось, что даже способствовало улучшению состояния транспортной сферы на юге Индии. Крупнейший храм Айяппа расположен в Сабаримале, Керала, ежегодно посещают более 30 миллионов паломников, что делает его одним из крупнейших мест паломничеств в мире. Паломники, отправляющиеся в храм, одеты, как правило, в особые  дхоти чёрного и голубого цвета. Храм, посвящённый непосредственно Айяппе, был возведён в городе Патанамтитта в 1937 году (377 году правления местной династии. При посещении этого храма принято пренебрегать кастовыми различиями. Почитание Айяппы распространено также в штате Тамилнад.